# Mercedes-Benz W 109
Der W 109 war ein Oberklasse-Modell von Mercedes-Benz und von September 1965 bis Herbst 1972 in Produktion. Die 300 SEL mit Luftfederung bekamen die Bezeichnung W 109, während die Modelle mit konventionellen Stahlfedern als W 108 bezeichnet wurden. Die Modellpflege im Frühjahr 1968 brachte den Übergang von der mechanischen zur elektronischen Saugrohreinspritzung.
Die Produktion der erfolgreichen Baureihe endete im November 1972. Als Nachfolger fungierte die „S-Klasse“ der Baureihe W 116.

## Modellgeschichte

### Allgemeines
Waren im August 1965 die zum Teil schwächer motorisierten Typen 250 S, 250 SE und 300 SE als neue Generation der Mercedes-Benz-Oberklasse erschienen, so wurde im September 1965 der Nachfolger des 300 SE lang (W 112) mit Luftfederung vorgestellt. Auch er erhielt die von Paul Bracq gezeichnete Karosserie, deren Linienführung an das Coupé der Reihe W 111 erinnerte.
Anders als den stets mit Luftfederung ausgerüsteten W 112, der mit kurzem und langen Radstand (+100 mm) erhältlich war, gab es den ebenfalls stets mit Luftfederung ausgerüsteten W 109 nur mit langem Radstand. Vom mit kurzem oder langem Radstand erhältlichen 300er des Baumusters W 108 unterscheidet sich der W 109 außer durch seine Luftfederung im Detail bei den Motoren (Aufhängung für den Kompressor), bei der Innenausstattung, bei der Grundausstattung und den Türen.
Ab Januar 1968 wurde eine überarbeitete Version der Modellreihe angeboten. Die Änderungen betrafen unter anderem das Motorenangebot, den Innenraum und die Gestaltung der Lenksäule.
Bei den Automatik-Versionen änderte sich die Wähl-Betätigung am Mittelhebel: die Parkstellung P war zunächst hinten, 1968 kam sie wie allgemein üblich nach vorn.

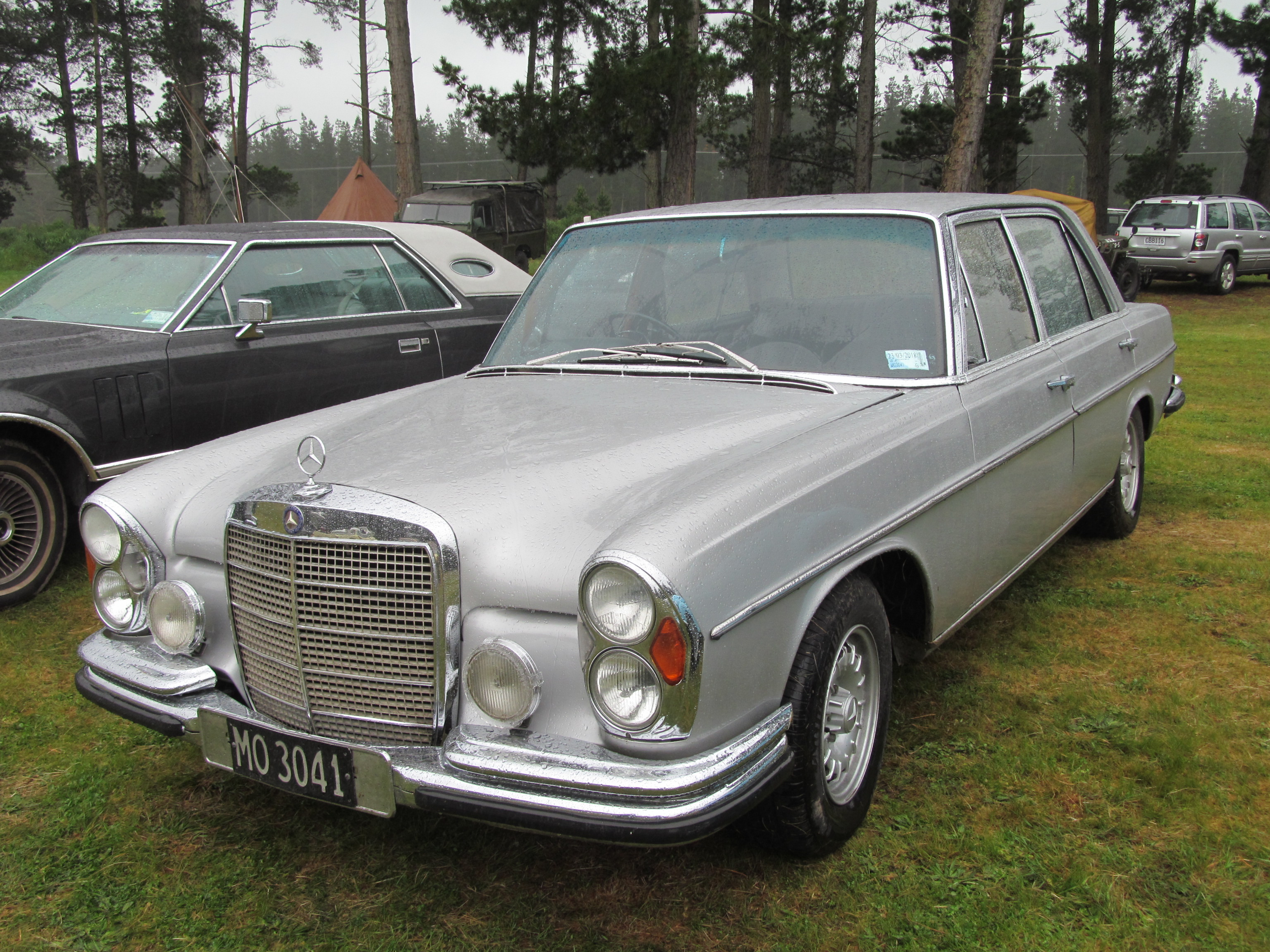
300 SEL
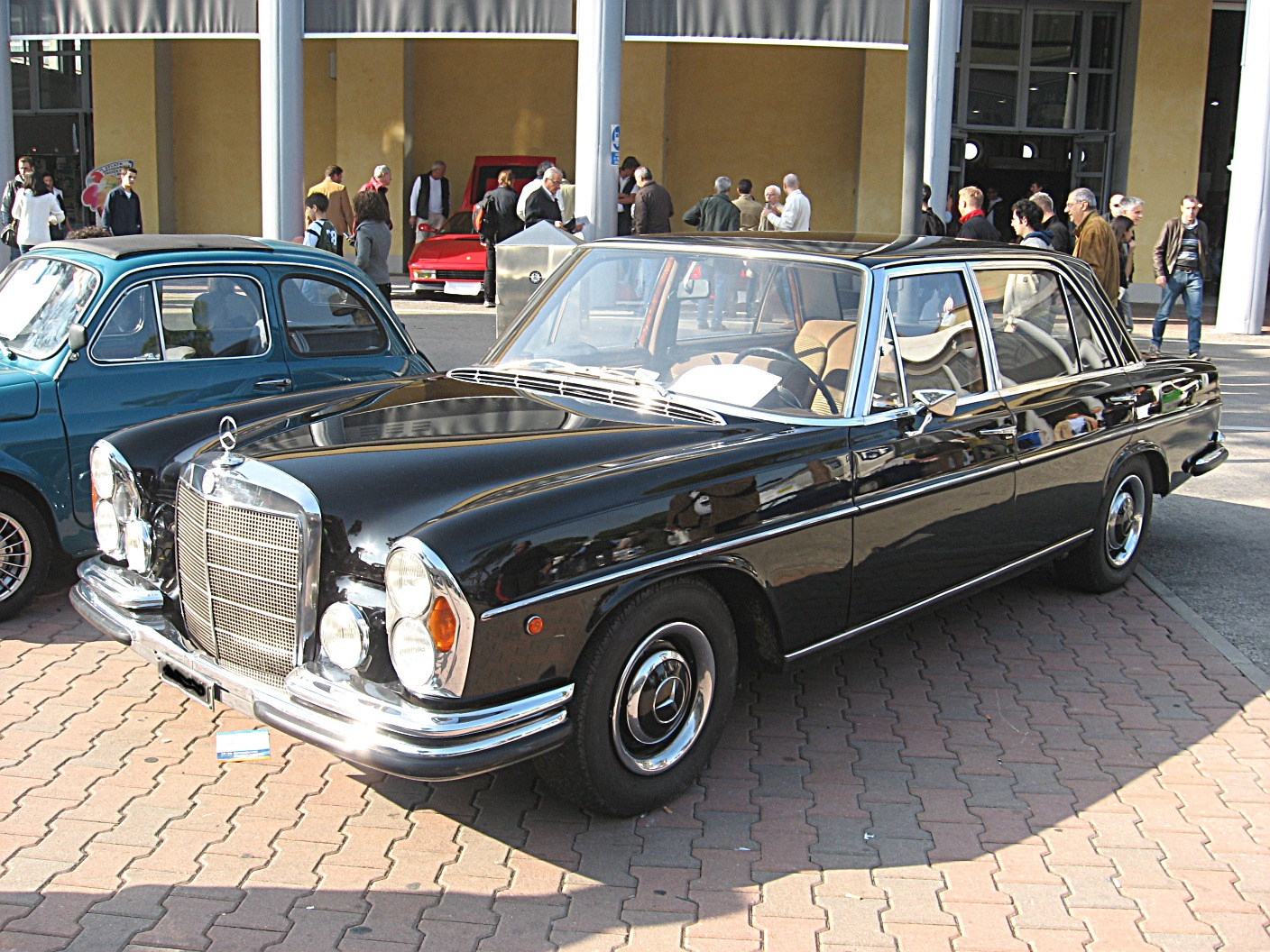
300 SEL (Italienische Seiten-Blinker)
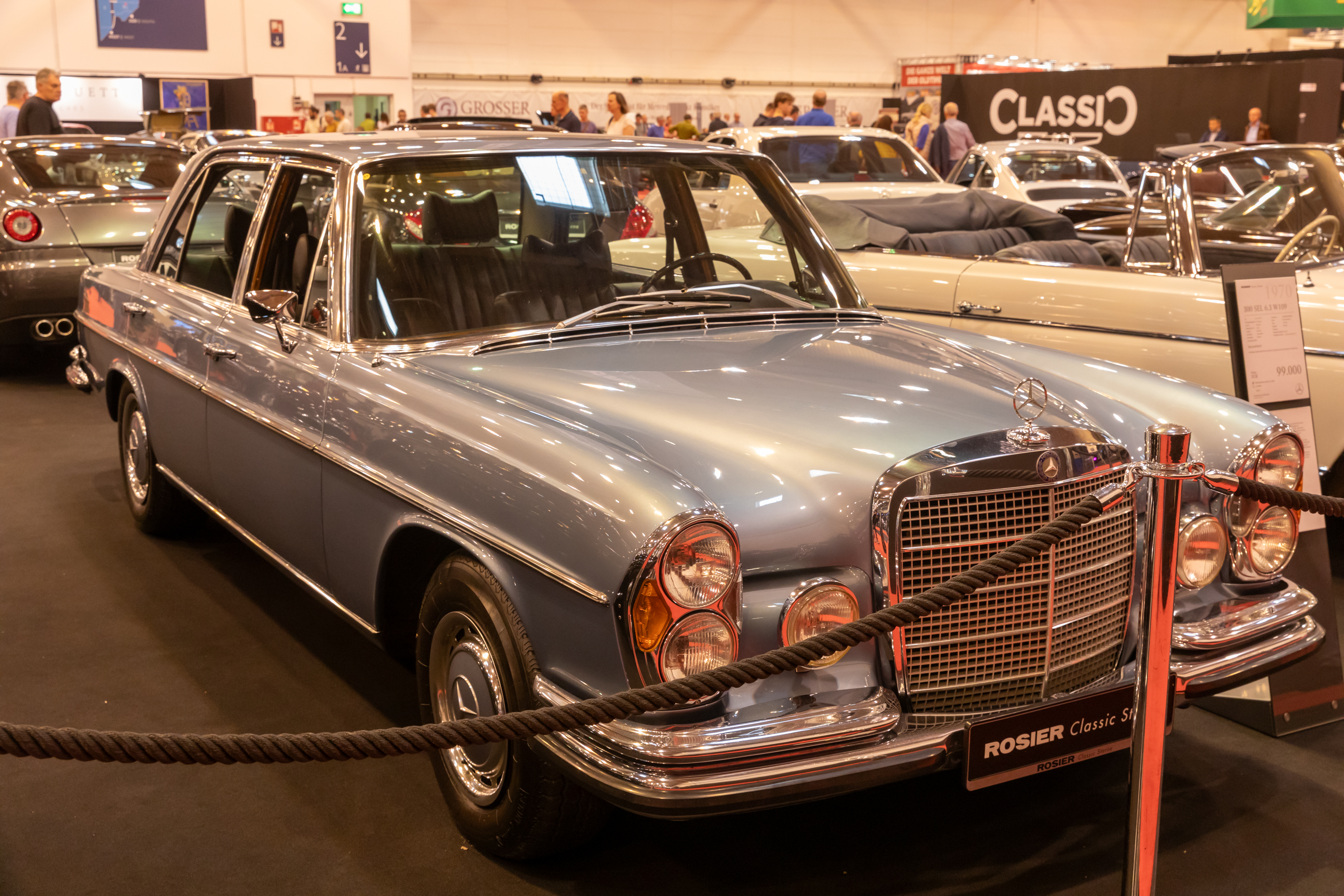
300 SEL 3.5 (1971)
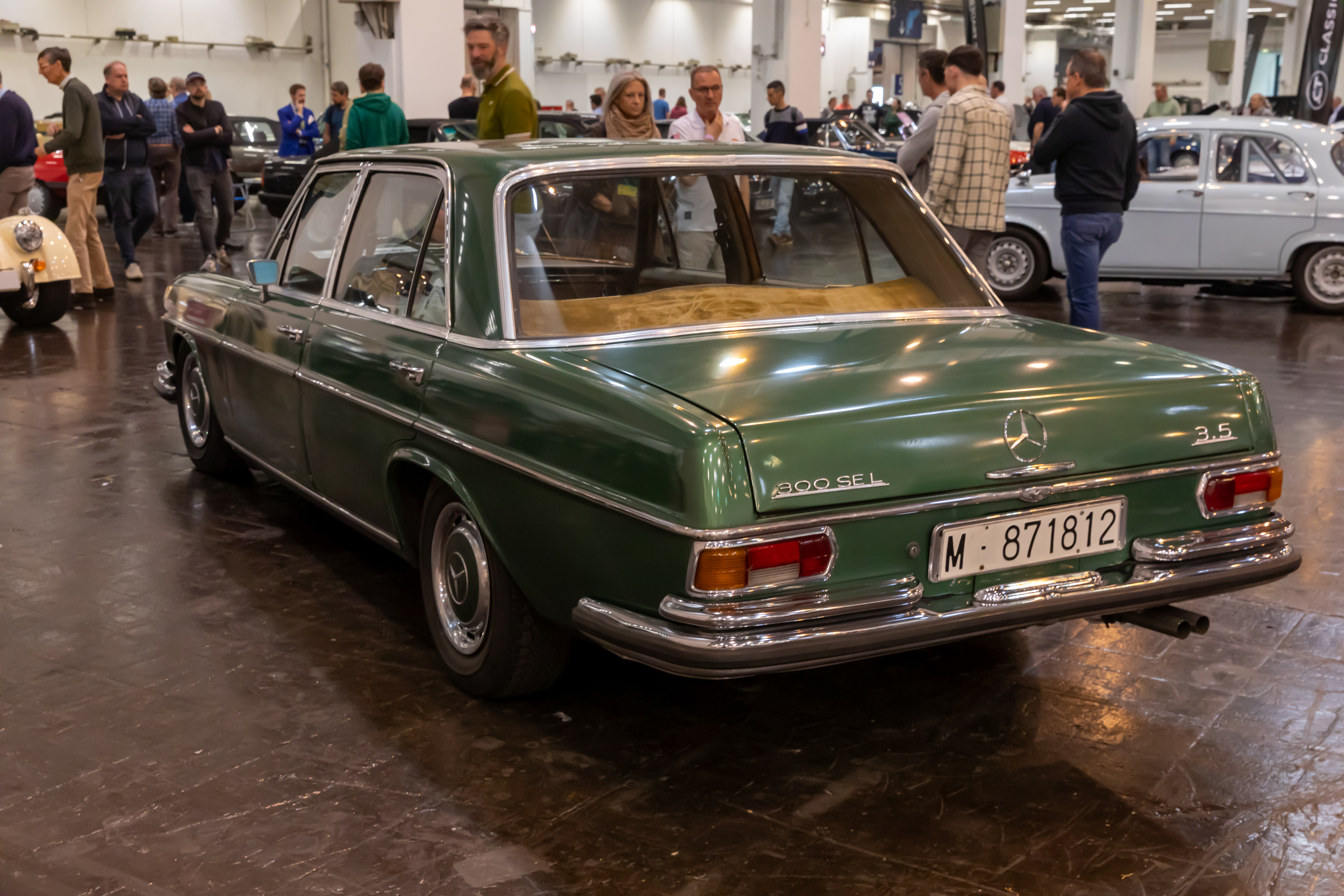
300 SEL 3.5, Heckansicht
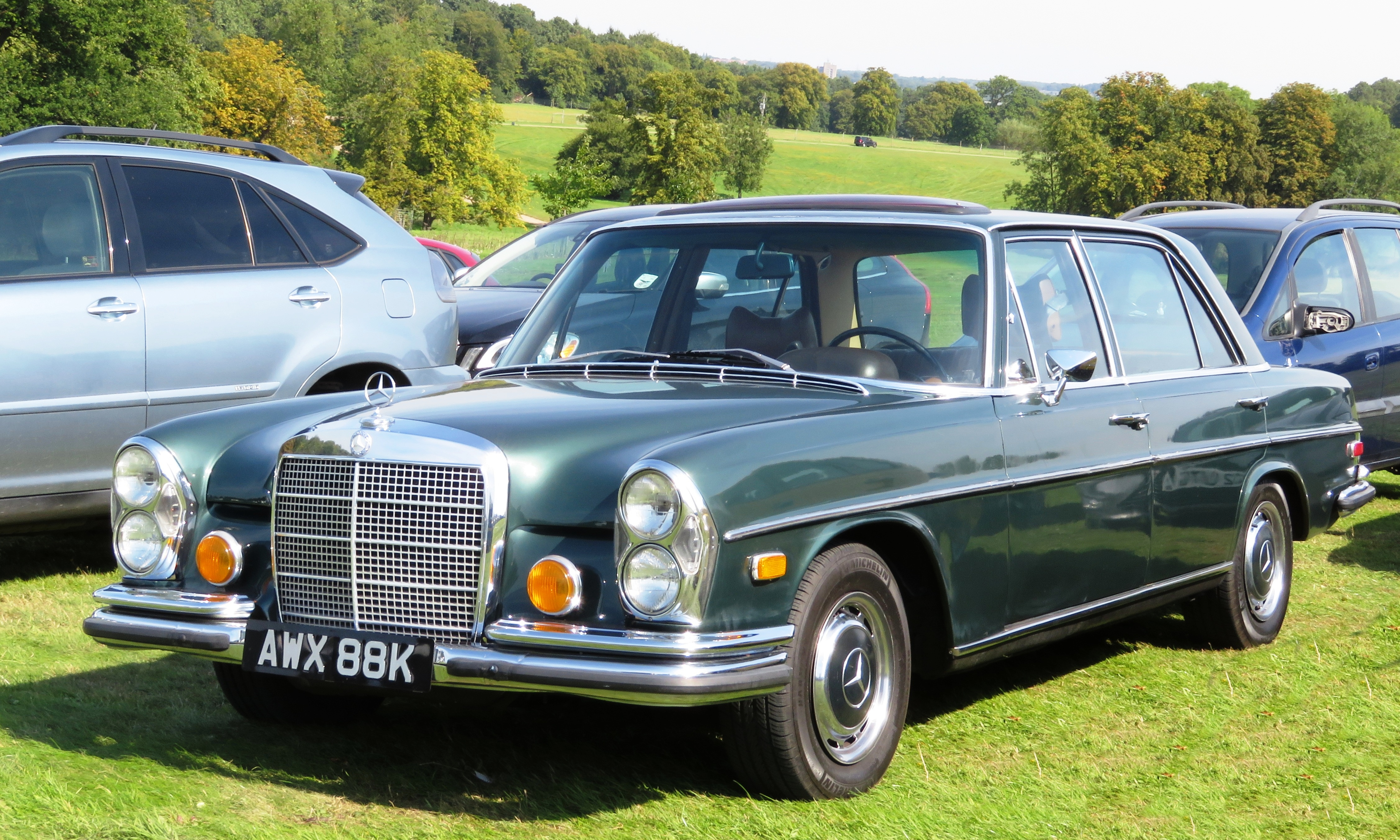
300 SEL 4.5 (US-Version)
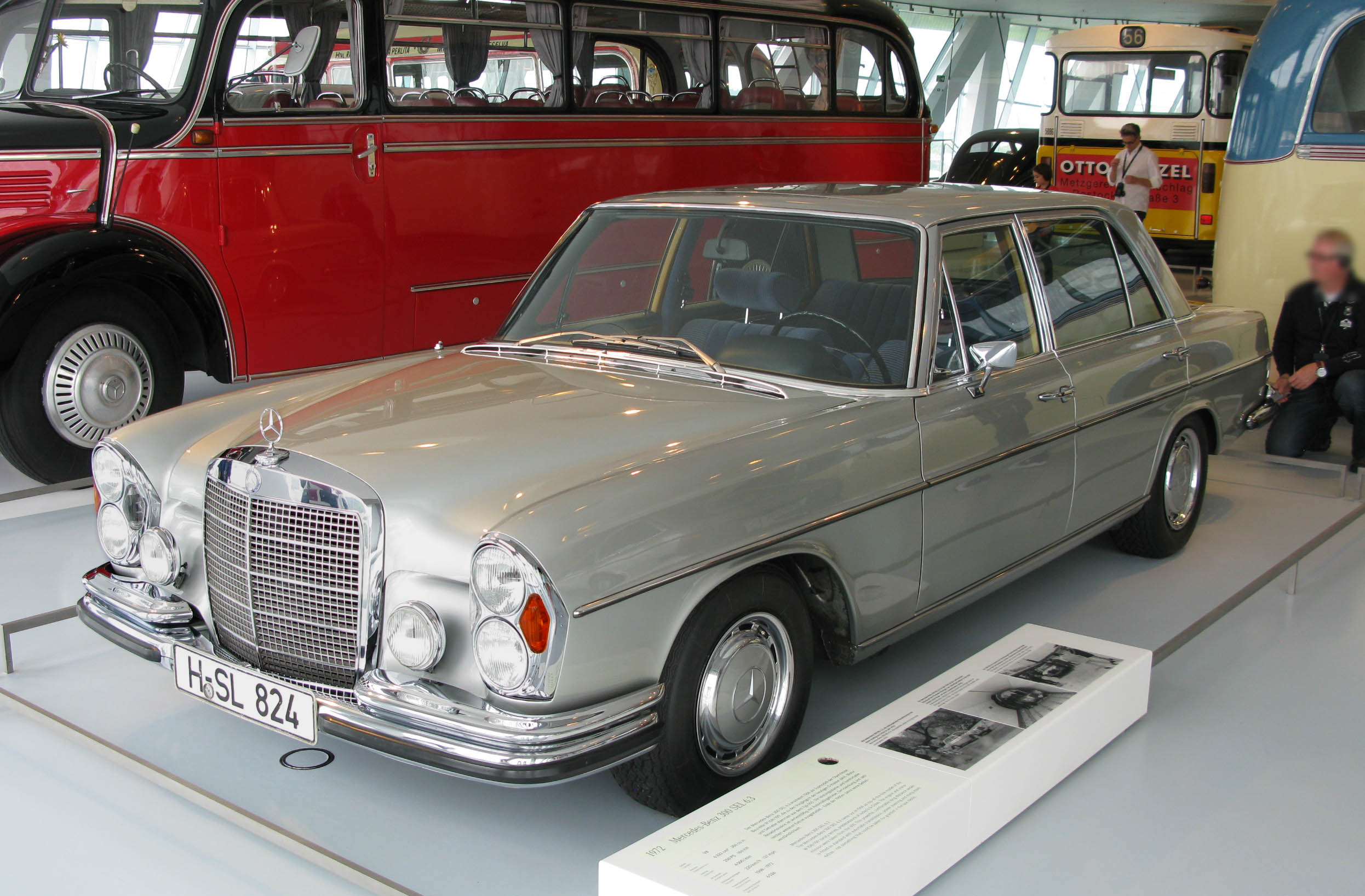
300 SEL 6.3 (1972)
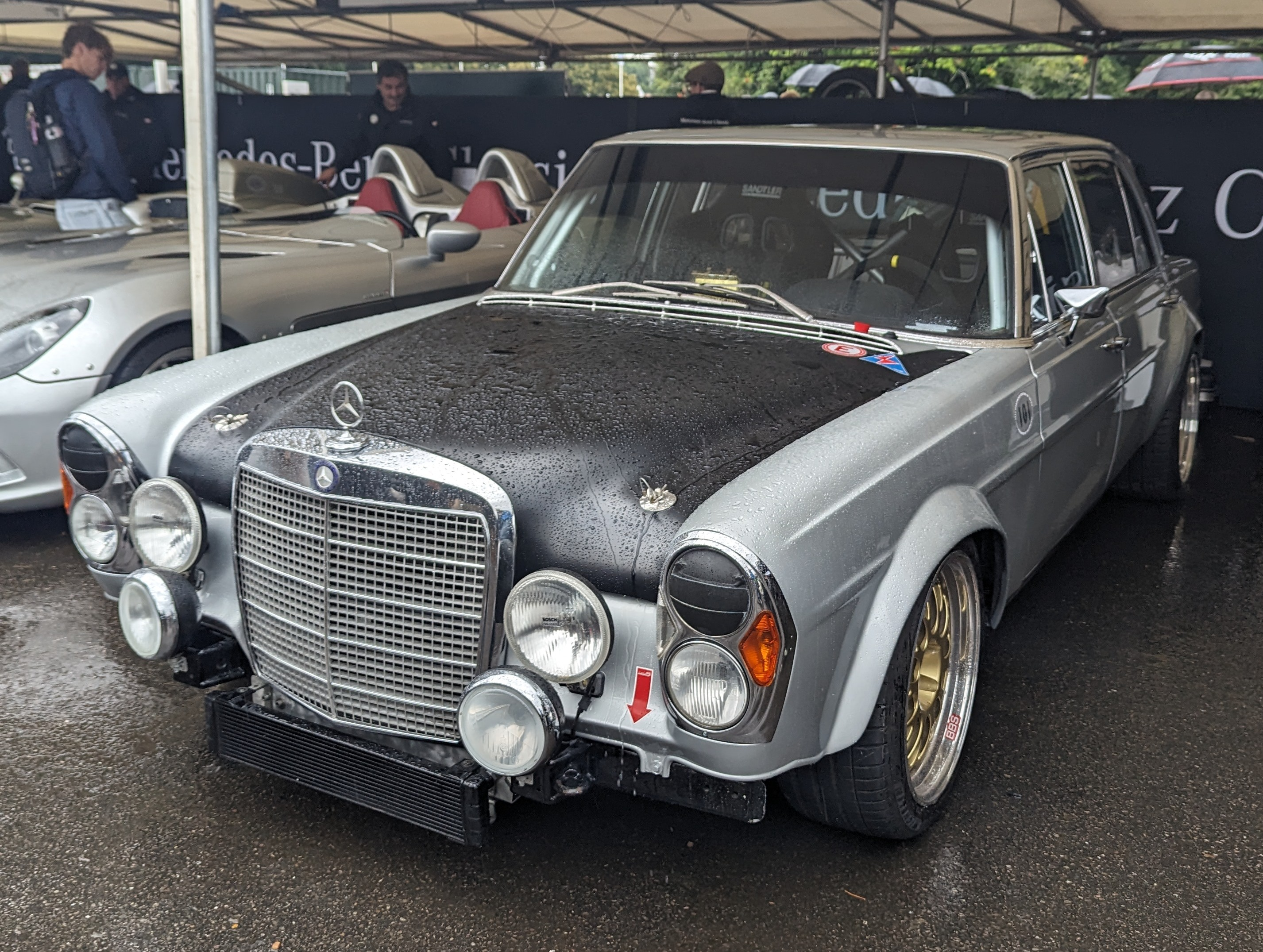
300 SEL 6.3 Track Tool
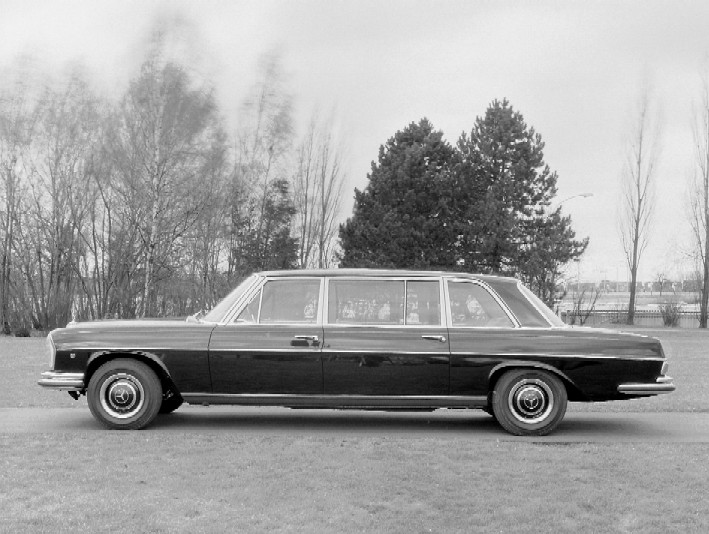
300 SEL Pullman

### Technik

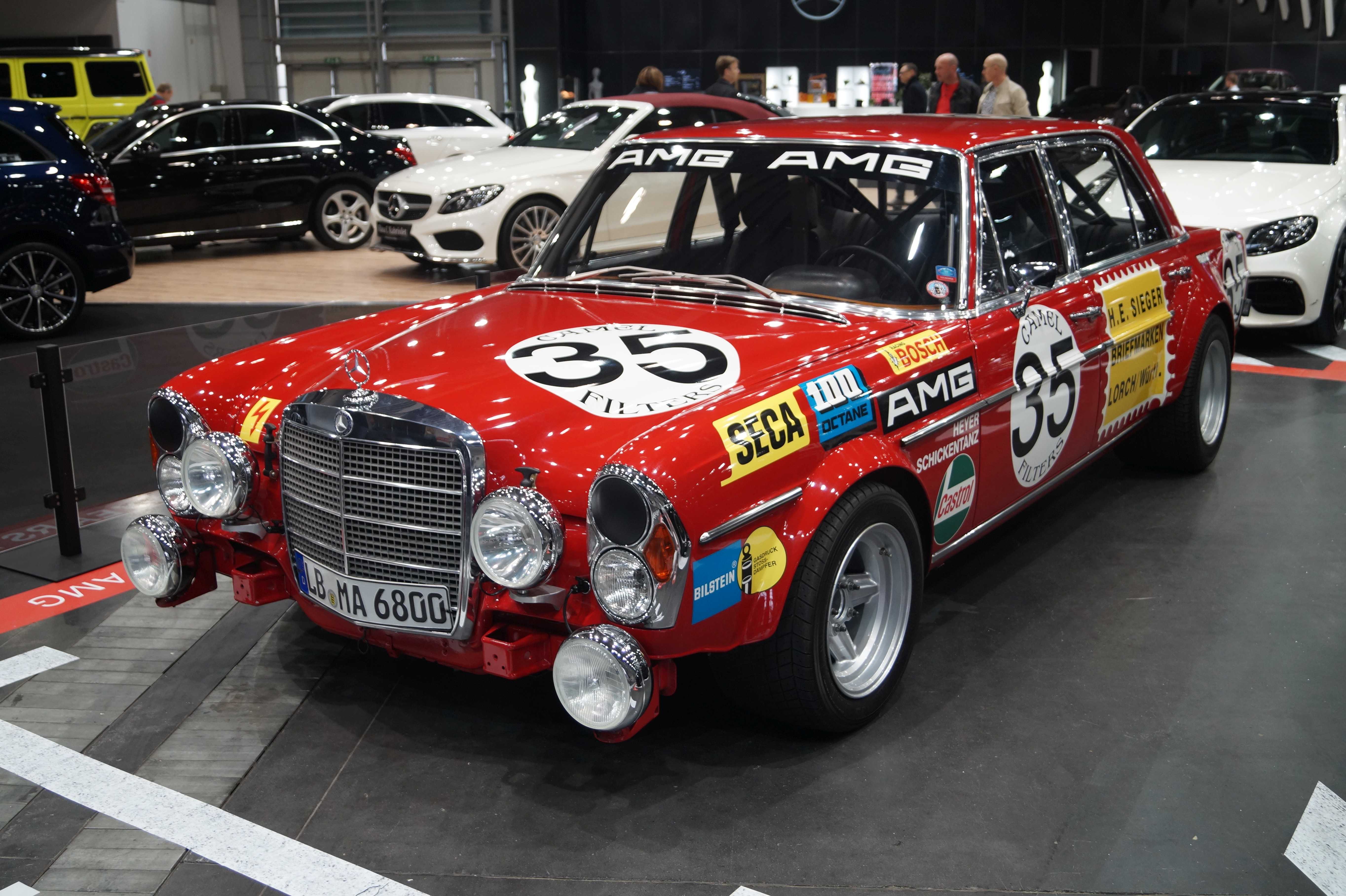
Werksnachbau des 300 SEL 6.8, die „Rote Sau“

Der Motor M 189 des 300 SEL mit Aluminiumblock und -kopf leistet 125 kW (170 PS) bei 5400/min. Eine leistungsgesteigerte Version des 2,8-Liter-Einspritzmotors M 130 mit ebenfalls 170 PS (125 kW) wurde nicht nur in den zweisitzigen Sportwagen 280 SL (W 113) eingebaut, sondern ab Januar 1968 auch in den 300 SEL, wo er den aufwendig zu fertigenden und viel Benzin verbrauchenden 3,0-Liter-Leichtmetallmotor ersetzte. Diese seltene Variante wird auch 300 SEL 2.8 genannt, ohne dass die ergänzende Hubraumbezeichnung auf dem Kofferraumdeckel erscheint.
Spitzenmodell der Modellreihe W 109 wurde im März 1968 der Typ 300 SEL 6.3 mit dem V8-Motor M 100 und dem Automatikgetriebe des W 100 (Mercedes-Benz 600). Er leistet 250 PS (184 kW) bei 4000/min. Das maximale Drehmoment beträgt 500 Nm bei 2800/min. Seine Spitzengeschwindigkeit beträgt 220 km/h, die Beschleunigung von 0 auf 100 km/h dauert 6,5 Sekunden (Werksangabe). Seine Vorstellung auf dem Genfer Auto-Salon war eine Sensation, zumal es im Vorfeld keinerlei Andeutungen gegeben hatte. Von außen war der 6.3 nur an den breiteren Reifen, den H1-Halogen-Doppelscheinwerfern und den zusätzlichen Weitstrahlern zu erkennen. Der Preis des neuen W 109-Spitzenmodells betrug anfangs 39.160 DM und lag zum Ende der Modellreihe im Januar 1972 bei 47.397 DM, was nach Kaufkraft des Januar 2011 und inflationsbereinigt 88.900 bzw. 92.100 Euro entspricht. Obwohl 1968 das Modell über 13.000 DM mehr kostete als der 300 SEL mit 2,8-Liter-Motor und mehr als doppelt so teuer war wie der 280 SE (W 108), stieß der „6.3“ auf Interesse und wurde in einer Stückzahl von 6526 Einheiten produziert.
Schnell fand der 6.3 auch Eingang im Tourenwagen-Rennsport und im Rallye-Sport. Der Wagen wurde auch ein beliebtes Tuning-Objekt, da der Motor mit niedriger spezifischer Leistung 39 PS/l (29 kW/l) ausgelegt war und ihm ohne viel Mühe höhere Leistung entlockt werden konnte.
Im Herbst 1969 wurde der 300 SEL mit 2,8-Liter-Sechszylindermotor vom Typ 300 SEL 3.5 abgelöst. Der neu konstruierte M 116 war ein V8-Motor mit 3,5 Liter Hubraum und 200 PS (147 kW). Er war der erste Mercedes-Motor mit elektronisch gesteuerter Einspritzung (Bosch D-Jetronic).

### US-Versionen
Zunächst ausschließlich für den nordamerikanischen Markt hatte man parallel zum 3,5-Liter-V8-Motor eine im Hubraum vergrößerte Variante mit 4,5 Liter entwickelt, die ab Mai 1971 u. a. im Exportmodell 300 SEL 4.5 ausgeliefert wurde. Dies war notwendig, um den amerikanischen Abgasvorschriften und mit einer niedrigeren Verdichtung dem damals teils noch niederoktanischen Treibstoff in den USA zu genügen. Die Leistung der 4,5-Liter-USA-Motoren lag mit 198 PS (146 kW) knapp auf dem Niveau der Europa-Motoren mit 3,5 Liter.
Ein Unterschied besteht in den Automatikgetrieben der 4,5-Liter-Versionen für die USA: sie entsprechen schon dem moderneren Typ mit Drehmomentwandler – allerdings ein Dreigang-Automat.
Automatik-Wagen für den europäischen Markt haben im Unterschied zu den US-Versionen ein Viergang-Getriebe, ohne Drehmomentwandler. Motor und Getriebe sind bei ihnen verbunden mit einer Föttinger- oder Flüssigkeitskupplung mit Pumpen- und Turbinenrad ohne Leitrad.
Alle drei V8-Motoren, die „kleineren“ Typen 3,5 und 4,5 Liter ebenso wie der große V8-Motor wurden dann auch im Nachfolgemodell W 116 mit Drehmomentwandler verwendet. Die Achtzylinder erhielten ein Dreigang-, die Sechszylinder ein Vierganggetriebe.

### Bosch Vielstempel-Einspritzpumpen

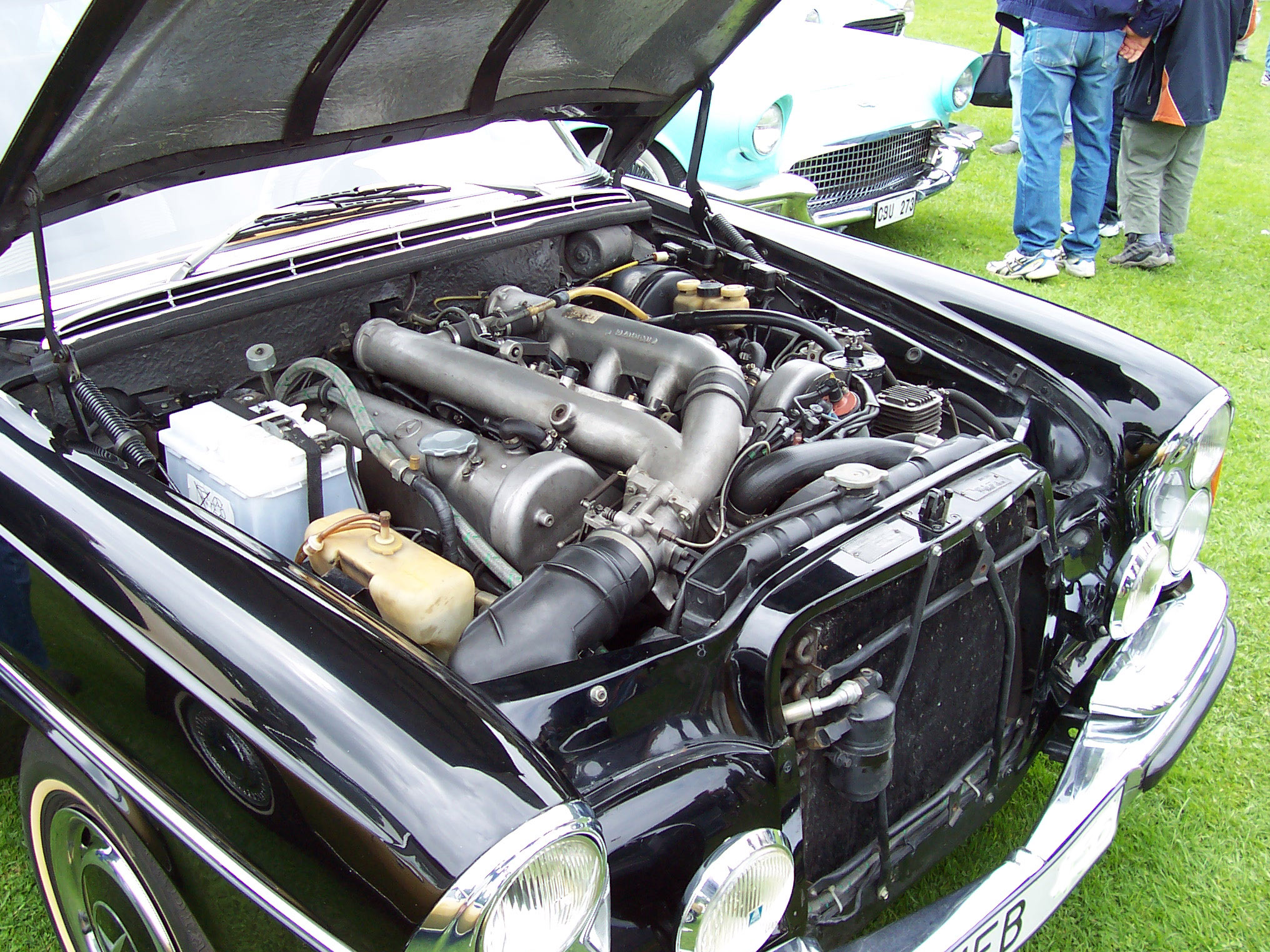
Motor M 100 im 300 SEL 6.3

Die mechanischen Vielstempel-Einspritzpumpen mit je einem eigenen Stempel pro Zylinder lösten in den 1960er Jahren die einfacher aufgebauten Einspritzsysteme mit Zweistempelpumpen und Mengenteilern ab, die nur schwer sauber einzustellen waren und oft mit hohem Verbrauch auffielen. Im Gegensatz zu den einfacheren Diesel-Einspritzpumpen hatten diese neuen Einspritzsysteme einen stählernen Steuernocken („Raumnocken“), der in zwei voneinander unabhängigen Bewegungen verstellbar war. Zum einen wurde er entsprechend der Drehzahl längs verschoben und zum anderen entsprechend der Last (Gaspedalstellung) verdreht. Auf diese Weise bildete der komplexe, kopiergefräste Raumnocken („Kartoffel“) das Verbrauchskennfeld des Motors ab. Hinzu kamen Korrekturelemente für Warmlauf und Höhe. Eine feststehende Tastrolle übertrug die so bestimmte Kraftstoffmenge anhand des gerade anliegenden Radius’.
Die feinmechanischen Anforderungen dieser Bosch-Systeme führten in den 1960er Jahren zu den bis dato komplexesten Wartungs- und Reparaturarbeiten an Automobilen. Entsprechend ist die Ausführung als Achtstempel-Einspritzpumpe eines der teuersten Ersatzteile der Automobilgeschichte überhaupt, die in den 1980er Jahren als neues Bosch-Ersatzteil in Kleinstserie bis zu 40.000 DM kostete. Diese Systeme waren dann mit ihren Fertigungskosten, Eigenheiten und Mängeln der Anlass für die Entwicklung einfacherer Einspritzsysteme beim Übergang in die 1970er Jahre.
Die kleineren Achtzylinder bekamen als erste Serienfahrzeuge von Daimler-Benz ein elektronisches Einspritzsystem, die Bosch-D-Jetronic.
Die Vorderräder sind einzeln an Doppelquerlenkern mit Schraubenfedern, Teleskopstoßdämpfern und Stabilisator aufgehängt. Die Achse und der Motor sind auf einem Fahrschemel montiert, der hinten über Gummilager und vorn über (die Längskräfte aufnehmende) Blattfedern mit der Karosserie verbunden ist.
Hinten ist eine Eingelenk-Pendelachse eingebaut.
Die Baureihe W 109 hatte von Anfang an Scheibenbremsen an allen vier Rädern. Zur Bremse gehörte ein Unterdruckservo. Die Feststellbremse wirkt über Seilzüge auf Duo-Servo-Trommelbremsen an der Hinterachse. Das Lenkgetriebe arbeitet mit einem Kugelgewindetrieb (Kugelumlauflenkung).

### Modellvarianten
- 300 SEL
- 300 SEL (2.8)
- 300 SEL 3.5
- 300 SEL 4.5 (US-Version)
- 300 SEL 6.3

## Motoren und Antrieb
1. 300 SEL (2.8) und 300 SEL haben Sechszylinder-Reihenmotoren mit mechanischer Sechsstempel-Einspritzpumpe von Bosch und in beiden Fällen einer Leistung von 170 PS (125 kW). Der anfängliche Dreiliter-Motor ist noch ein Typ M 189 mit Aluminium-Gehäuse und schräg geteiltem Zylinderkopf, der spätere Motor mit 2.8 Litern ist ein Typ M 130 mit Graugussblock, i.w. ident zum Sportwagen 280 SL W113.
2. Die V8-Motoren (M 116/M 117) mit 3,5 und 4,5 Liter (US-Version) Hubraum haben eine elektronische Einspritzung (Bosch D-Jetronic) und Motorleistungen von 200 und 198 PS (147 und 146 kW).
3. Der 6,3-Liter-V8-Motor (M 100) hat eine mechanische Bosch-Achtstempel-Einspritzpumpe und eine Leistung von 250 PS (184 kW). Der Motor entstammt dem Mercedes-Benz 600.

Fahrzeuge mit Sechszylindermotor wurden serienmäßig mit Viergang-Schaltgetriebe geliefert. Als Sonderausstattung gab es ein MB-Viergang-Automatikgetriebe vom Typ K4A 025 und ab 1969 ein Fünfgang-Schaltgetriebe, eine sehr selten bestellte Option. Die Achtzylinder-Modelle hatten serienmäßig ein Viergang-Automatikgetriebe Typ 722.2 mit hydraulischer Kupplung (d. h. kein Drehmomentwandler) verbaut, oder beim 300 SEL 3.5, auf Wunsch und gegen Minderpreis, das recht selten georderte Viergang-Schaltgetriebe. Lediglich die ab 1971 ausschließlich in die USA gelieferten 4,5er-Modelle hatten eine Dreigangautomatik mit Drehmomentwandler, die auch im Nachfolgetyp W 116 Verwendung fand.
Optional war ein Sperrdifferential erhältlich. Der 300 SEL 6.3 hatte es serienmäßig.

## Technische Daten
| Quelle                       | 300 SEL                                      | 300 SEL (2.8)                                | 300 SEL 3.5                   | 300 SEL 4.5                     | 300 SEL 6.3    |
| ---------------------------- | -------------------------------------------- | -------------------------------------------- | ----------------------------- | ------------------------------- | -------------- |
| Konstruktionsbezeichnung     | W 109 III                                    | W 109 E 28                                   | W 109 E 35/1                  | W 109 E 45                      | W 109 E 63     |
| Baumuster                    | 109.015                                      | 109.016                                      | 109.056                       | 109.057                         | 109.018        |
| Bauzeitraum                  | 9/1965–12/1967                               | 12/1967–1/1970                               | 8/1969–9/1972                 | 5/1971–10/1972                  | 12/1967–9/1972 |
| Stückzahl                    | 2369                                         | 2519                                         | 9583                          | 2553                            | 6526           |
| Motor                        |                                              |                                              |                               |                                 |                |
| Motortyp                     | R6-Ottomotor                                 | R6-Ottomotor                                 | V8-Ottomotor                  | V8-Ottomotor                    | V8-Ottomotor   |
| Motorbezeichnung             | M 189.988                                    | M 130.981                                    | M 116.981                     | M 117.981                       | M 100.981      |
| Hubraum [cm³]                | 2996                                         | 2778                                         | 3499                          | 4520                            | 6332           |
| Leistung [kW (PS)]           | 125 (170)                                    | 125 (170)                                    | 147 (200)                     | 146 (198)                       | 184 (250)      |
| Max. Drehmoment [N m]        | 251                                          | 245                                          | 286                           | 325                             | 500            |
| Getriebe                     |                                              |                                              |                               |                                 |                |
| Automatikgetriebe            | 4-Gang K4A 025                               | 4-Gang K4A 025                               | 4-Gang K4A 040                | 3-Gang                          | 4-Gang         |
| Schaltgetriebe               | 4-Gang · auf Wunsch: 5-Gang                  | 4-Gang · auf Wunsch: 5-Gang                  | —                             | —                               | —              |
| Hinterachsgetriebe           | 4,08 · 49 : 12 3,92 · 47 : 12 3,69 · 48 : 13 | 4,08 · 49 : 12 3,92 · 47 : 12 3,69 · 48 : 13 | 3,69 · 48 : 13 3,46 · 45 : 13 | 3,23 · 42 : 13                  | 2,85 · 37 : 13 |
| Messwerte                    |                                              |                                              |                               |                                 |                |
| 0–100 aut/man [s]            | 11,2–11,3/10,9–11,3                          | 11,2/10,5                                    | 9,4/9,0                       | 11                              | 6,5            |
| Vmax aut/man [km/h]          | 185–195/190–200                              | 190/195                                      | 205/210                       | 200                             | 220            |
| Verbrauch aut/man [l/100 km] | 13–13,7/11,8–12,5                            | 12,3/12,3                                    | 13/13                         | 15                              | 15,5           |
| Bemerkungen                  |                                              | ersetzte 300 SEL                             | ersetzte 300 SEL (2.8)        | nur für Export nach Nordamerika |                |

## Produktionszahlen W 109
Gesamtproduktion 52.672 Fahrzeuge von 1967 bis 1972
|             | Jahr | 1967 | 1968  | 1969  | 1970  | 1971   | 1972   | Summe  |
| ----------- | ---- | ---- | ----- | ----- | ----- | ------ | ------ | ------ |
| 280 SE 3.5  |      |      |       |       | 3     | 7.450  | 3.856  | 11.309 |
| 280 SEL 3.5 |      |      |       |       | 3     | 565    | 383    | 951    |
| 280 SE 4.5  |      |      |       |       |       | 5.782  | 7.745  | 13.527 |
| 280 SEL 4.5 |      |      |       |       |       | 1.871  | 6.302  | 8.173  |
| 300 SEL 3.5 |      |      |       | 158   | 4.908 | 3.225  | 1.297  | 9.583  |
| 300 SEL 4.5 |      |      |       |       |       | 656    | 1.897  | 2.553  |
| 300 SEL 6.3 |      | 1    | 1.094 | 2.578 | 1.797 | 670    | 386    | 6.526  |
| Summe       |      | 1    | 1.094 | 2.736 | 6.711 | 20.219 | 21.866 | 52.672 |

## Varianten und Sonderausstattungen

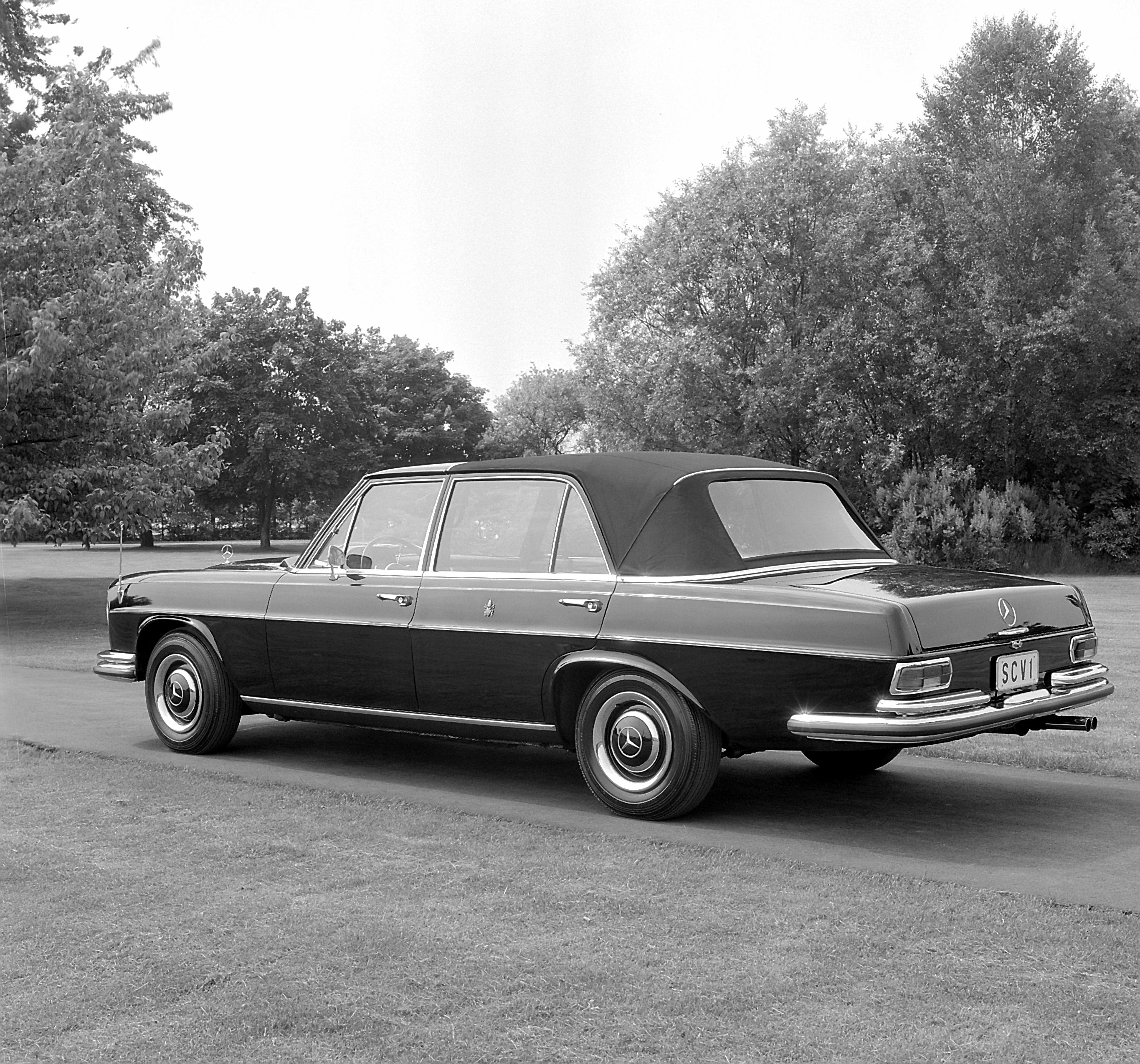
300 SEL Landaulet

Es gab ab Werk serienmäßig nur viertürige Limousinen mit langem Radstand. Vereinzelt sollen sie auch zu Cabriolets oder Landaulets umgebaut worden sein. Bekannt ist ein Landaulet für Papst Paul VI., das später für Papst Johannes Paul II. nachträglich teilgepanzert wurde.
Daimler-Benz erfüllte gegen entsprechenden Aufpreis auch ausgefallene Kundenwünsche.

## Exportmodelle
US-Exportfahrzeuge sind serienmäßig „umweltfreundlicher“ als die sonstigen Fahrzeuge. Erreicht wurden die strengen kalifornischen Zulassungsbestimmungen mit niedrigerer Verdichtung und entsprechender Minderleistung, einer Abgasnachverbrennung und geschlossener Tankentlüftung.
In den USA wurden die Limousinen entsprechend der amerikanischen Gesetzgebung mit zwei übereinanderliegenden Rundscheinwerfern (Sealed Beam) angeboten. Für die europäischen Fahrzeuge waren einteilige, runde Scheinwerfer hinter ovalen Streuscheiben in zwei Varianten die Regel.
Ab 1969 wurden ähnliche Doppelscheinwerfer auch für den europäischen Markt angeboten und waren beim Topmodell 300 SEL 6.3 Serie. Da viele ältere Wagen auf die moderner erscheinenden Doppelscheinwerfer umgebaut wurden, sind heute die Einzelscheinwerfer seltener und begehrter.